# Лук'ян Чорнинський
Лук'ян Чорнинський — український військовий і державний діяч, "гетьман козацький" (1578 р.) та Гетьман Війська Запорозького (1586 р.).

## Відомості
Відомо що Лук'ян був сильним та відважним гетьманом, але його подвиги не потрапили в історії України, крім деяких скупих відомостей.
1578 рік. Щойно закінчився похід до Молдови. У Львові, на міській площі, керівника його, гетьмана Івана Підкову скарано на горло. Ця страта, на яку, як засвідчують польські джерела, король зважився лише під тиском османської сторони (Підкову страчували в присутності османських послів), викликала величезне обурення козацтва. Власне, саме після неї козаки почали сприймати Річ Посполиту та її армію за ворогів. Король Стефан Баторій загалом досить толерантно ставився до козацького руху, оскільки був певен, що це та військова сила, яка завжди може знадобитися для захисту Речі Посполитої від османів, татар та інших войовничих сусідів. Проте не зичив собі й загострення взаємин між Річчю Посполитою і Османською імперією через постійні сутички між козаками й кримськими татарами, а також османськими гарнізонами в Північному Причорномор'ї. За цих обставин і став український гетьман Іван Підкова, що був також господарем Молдови, жертвою політичного компромісу, а точніше — зради.
Після Підкови булаву козаків, що повернулися з молдавського походу, прийняв Шах, який вже до того був гетьманом запорожців. Але Шах залишався на Поділлі. Що ж до Лук'яна Чорнинського, то він порядкував на Січі. Незважаючи на всі погрози поляків та на те, що загони київського воєводи князя Костянтина Василя Острозького підступили мало не під самі Дніпровські пороги, оскільки мали наказ короля виловлювати всіх, хто втікає на Січ або хоче пробитися з Січі на волость, запорожці під проводом Чорнинського зробили рейд на Перекоп. Рейд видався досить успішним, що ще більше розлютило і хана, і правителя Османської імперії.
В ролі гетьмана Лук'ян Чорнинський виникає ще раз — 1586 року, одразу по тому, як скінчилось гетьманування Яна Оришевського. Тут знов-таки діяльність пана Лук'яна реконструювати можна лише за аналізом тогочасних подій. Одна з них відома: 1588 року мало не півтори тисячі козаків висадилися між Козловим і Перекопом і перейшли сімнадцятьма татарськими поселеннями, чинячи помсту за напад кримчаків на Україну. Та й увесь час другого гетьманування Чорнинського позначений антитатарською боротьбою.
В березні 1586 року, під час свого другого гетьманування, Лук'ян Чорнинський зробив спробу підняти велике селянське повстання. Зібравши загін козаків та знедолених через шляхту селян, гетьман повів його на Уманщину. Тут повстанці не шкодували маєтків найжорстокіших шляхтичів, наганяючи на них жах та намагаючись привернути цим виступом увагу адміністрації Речі Посполитої до утисків, яких зазнавало українське селянство. Проте ні особливої уваги до себе повстання не привернуло, ні ширшої підтримки населення не здобуло.
Цей випадок ще раз підтвердив давню «бунтівну» істину: повстання може мати успіх тільки тоді, коли настане відповідний час, коли воно вибродить у народних масах.